# Montenegró uralkodóinak listája

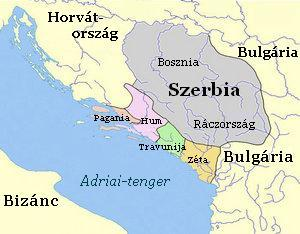
Montenegró a szerb tartományok között.

Az alábbi táblázat Montenegró uralkodóinak listája.
A Fekete hegyek országának története szorosan összefonódott a szerbekével egészen addig, amíg a szláv törzsek letelepedtek a Balkán-félsziget nyugati partvidékén. Ezek után a történelmi Szerbia öt jelentősebb államalakulatra bomlott fel. A mai Montenegró abban az időben Zéta vagy Duklja néven vált ismertté. A 9. században különült el először Zéta területe, amelyet az ókori Diokleia név után gyakran Duklja néven emlegettek a korabeli krónikák.
Később Montenegró felvette a római rítusú kereszténységet, és ezzel végképp elvált Szerbia és Montenegró története.
| Uralkodó                                  | Hatalmon volt | Megjegyzések |
| ----------------------------------------- | ------------- | --- |
| Duklja zsupánjai                          |               | |
| Péter                                     | 9. század     | Az első főúr, aki Duklja területét uralma alá vonta. A szerb törzsek vezetőinek családjából származott.                                                            |
| Tugemir                                   | 10. század    | |
| Hvalimir                                  | 10. század    | Tugemir elsőszülött fia |
| Petriszláv                                | 10. század    | Tugemir második fia |
| Dragomir                                  | 10. század    | Tugemir unokája |
| Miroszláv                                 | 10. század    | Tugemir unokája |
| Vladimir Dukljanski                       | 997–1016      | Petriszláv gyermeke |
| A Vojiszláv-ház királyai Dukljában        |               | |
| Vojiszláv                                 | 1018–1043     | A Vojiszláv dinasztia alapítója, akinek gyermekei hamarosan a szerb területekre is kiterjesztette hatalmát. Ő még zsupán volt.                                     |
| István                                    | 1043–1052     | A bizánci uralom alól Zéta és Bosznia központtal felszabadította a szerb területeket. Ő is a zsupán címet viselte.                                                 |
| Mihály                                    | 1052–1081     | Uralma kiterjedt Humra és Travunijára is. 1077-ben VII. Gergely pápa királyi címet és koronát küldött neki.                                                        |
| Konstantin Bodin                          | 1081–1101     | Mihály fia. Uralma alatt érte el legnagyobb területét Montenegró. Uralma kiterjedt Boszniára, Ráczországra, Albániára, Makedóniára és Horvátország egyes részeire. |
| Dobroszláv                                | 1101          | Dinasztikus harc tört ki uralma alatt. Bodin féltestvére volt. |
| Kočapar                                   | 1101–1114     | Vladimir ellen harcolt a trónért. Ebben az időszakban mindketten azonos hatalommal bírtak. Bodin testvére volt.                                                    |
| Vladimir                                  | 1101–1114     | Trónharcokat vívott Kočapar ellen. Bodin unokaöccse. Jakvinta, Bodin felesége megmérgezi és saját gyermekét ülteti a trónra.                                       |
| György                                    | 1114–1118     | Az utolsó montenegrói uralkodó, aki a mai Szerbián uralkodhatott. Hatalmát a Ráczországban uralkodó Uroš-dinasztia uralkodói döntötték meg.                        |
| Grubeša                                   | 1118–1125     | A trónfosztás okozta kavarodásban megszerzi a montenegrói trónt.                                                                                                   |
| György                                    | 1125–1131     | Másodjára a trónon. |
| Gradihna                                  | 1131–1141     | |
| Radoszláv                                 | 1141–1162     | |
| III. Mihály                               | 1162–1186     | Duklja utolsó uralkodója. 1189-ben Rácország uralkodói foglalták el az ország területét.                                                                           |
| A Balsics-ház fejedelmei Dukljában        |               | |
| I. Balša, Stracimir                       | 1356–1360     | A szerb uralkodó egyik rokona, aki megkapja a Montenegró feletti uralmat.                                                                                          |
| I. Đurađ                                  | 1360–1378     | |
| II. Balša                                 | 1378–1385     | |
| II. Đurađ                                 | 1385–1403     | |
| III. Balša                                | 1403–1421     | Utód nélkül halt meg, de végrendeletében nagybátyjára hagyta Montenegró trónját, amely így Szerbia részévé vált ismét.                                             |
| A Crnojevics-ház fejedelmei Montenegróban |               | |
| Đurađ                                     | 1421–1435     | |
| István                                    | 1435–1465     | |
| Iván                                      | 1465–1490     | |
| Đurađ                                     | 1490–1496     | |

## Montenegró uralkodói (1696–1918)
| Portré                                                                                    | Uralkodó                                           | Hatalmon volt | Megjegyzések                                                                         |
| ----------------------------------------------------------------------------------------- | -------------------------------------------------- | ------------- | ------------------------------------------------------------------------------------ |
| A Petrovics-Nyegos-ház vladikái (1696–1852), hercegei (1852–1910) és királyai (1910–1918) |                                                    |               |                                                                                      |
|                                                                                           | I. Dániel * 1675. december 20. † 1735. január 11.  | 1696–1735     | Az első vladika, azaz püspök-herceg, aki az iszlám uralom alól ki tudott szabadulni. |
|                                                                                           | II. Száva * 1702. január 18. † 1782. március 21.   | 1735–1782     |                                                                                      |
|                                                                                           | III. Vaszilij * 1709 † 1766. március 9.            | 1750–1766     | II. Száva társuralkodója.                                                            |
|                                                                                           | I. Péter * 1747. április 1. † 1830. október 31.    | 1782–1830     |                                                                                      |
|                                                                                           | II. Péter * 1813. november 13. † 1851. október 31. | 1830–1851     |                                                                                      |
|                                                                                           | II. Dániel * 1826. május 25. † 1860. augusztus 13. | 1851–1860     | 1852-ben felvette a Montenegró fejedelme címet.                                      |
|                                                                                           | I. Miklós * 1841. október 7. † 1921. március 1.    | 1860–1918     | 1910-ben felvette a Montenegró királya címet.                                        |